# Associazione Calcio ChievoVerona 2015-2016
Questa voce raccoglie le informazioni riguardanti l'Associazione Calcio ChievoVerona nelle competizioni ufficiali della stagione 2015-2016.

## Stagione
Nella stagione 2015-2016, dopo la salvezza conquistata l'anno prima, il Chievo si appresta ad affrontare il suo 14º campionato di Serie A. Nella finestra di calciomercato la squadra si arricchisce di difensori come Fabrizio Cacciatore, in prestito dalla Sampdoria, e Massimo Gobbi, svincolatosi dal Parma, di centrocampisti del calibro di Lucas Castro, dal Catania, Valter Birsa, già ai gialloblù l'anno prima in prestito e ora a titolo definitivo, e Simone Pepe, acquisto più pregiato dopo cinque anni di Juventus; in attacco viene aggiunta la tecnica di Paul-José M'Poku, in prestito dello Standard Liegi. Il centravanti Alberto Paloschi rinnova con la squadra fino al 2019.
La stagione inizia con 10 punti delle prime 5 partite; successivamente la squadra oscilla costantemente fra l'ottavo e il dodicesimo posto e termina il campionato nona con 50 punti: è il miglior risultato dal ritorno in Serie A nel 2008, sia per punti che per piazzamento. In Coppa Italia il cammino dei gialloblù s'interrompe già in estate, quando sono eliminati al terzo turno dalla Salernitana, appena promossa in Serie B.

## Divise e sponsor
| Casa | Trasferta | Terza divisa | 500 partite in Serie A |

## Organigramma societario
Area direttiva
- Presidente: Luca Campedelli
- Vice presidente: Michele Cordioli
- Direttore sportivo: Luca Nember
- Responsabile scouting: Giammario Specchia
- Team manager: Marco Pacione
- Amministrazione: Federica Oliboni, Maria Prearo, Elisabetta Lenotti
- Segreteria: Giulia Maragni
- Biglietteria: Marco Zamana

Area marketing
- Responsabile sicurezza stadio: Ferruccio Taroni
- Area Commerciale e Sponsorizzazioni: Simone Fiorini
- Consulente Marketing: Monica Foti
- Marketing operativo: Daniele Partelli, Alberto L'Espiscopo

Area organizzativa
- Segretario generale: Michele Sebastiani
- Segretario organizativo: Pasquale Paladino
- Travel manager: Patrizio Binazzi
- Merchandising: Giulia Maragni
- Relazioni con i tifosi: Enzo Ceriani
- Relazioni esterne: Massimiliano Rossi

Area comunicazione
- Responsabile comunicazione e media: Dino Guerini, Daniele Partelli

Area tecnica
- Allenatore: Rolando Maran
- Vice allenatore: Christian Maraner
- Preparatore atletici: Roberto de Bellis, Luigi Posenato
- Preparatore portieri: Lorenzo Squizzi
- Collaboratore tecnico: Andrea Tonelli
- Magazzinieri: Marco Castorani, Gianfranco Filippi
- Accompagnatore ufficiale: Rinaldo Danese

Area sanitaria
- Responsabile sanitario: Giuliano Corradini
- Medico Sociale: Carlo Segattini
- Massofisioterapisti: Antonio Agostini, Alfonso Casano, Alessandro Verzini
- Consulente Ortopedico: Claudio Zorzi
- Neurofisiologo: Aiace Rusciano

## Rosa
| N. |                      | Ruolo | Calciatore           |
| -- | -------------------- | ----- | -------------------- |
| 1  | Argentina (bandiera) | P     | Albano Bizzarri      |
| 2  | Argentina (bandiera) | D     | Nicolás Spolli       |
| 3  | Italia (bandiera)    | D     | Dario Dainelli       |
| 4  | Italia (bandiera)    | C     | Nicola Rigoni        |
| 5  | Italia (bandiera)    | D     | Alessandro Gamberini |
| 6  | Italia (bandiera)    | C     | Giampiero Pinzi      |
| 7  | Italia (bandiera)    | C     | Simone Pepe          |
| 8  | Serbia (bandiera)    | C     | Ivan Radovanović     |
| 9  | Colombia (bandiera)  | A     | Jhon Fredy Miranda   |
| 10 | Danimarca (bandiera) | C     | Anders Christiansen  |
| 10 | Serbia (bandiera)    | C     | Nikola Ninković      |
| 11 | Italia (bandiera)    | D     | Federico Mattiello   |
| 12 | Slovenia (bandiera)  | D     | Boštjan Cesar        |
| 13 | Argentina (bandiera) | C     | Mariano Julio Izco   |
| 14 | Albania (bandiera)   | A     | Armando Vajushi      |
| 18 | Italia (bandiera)    | D     | Massimo Gobbi        |
| 19 | Argentina (bandiera) | C     | Lucas Nahuel Castro  |
| 20 | Italia (bandiera)    | D     | Gennaro Sardo        |

| N. |                         | Ruolo | Calciatore                             |
| -- | ----------------------- | ----- | -------------------------------------- |
| 21 | Francia (bandiera)      | D     | Nicolas Sébastien Frey (vice capitano) |
| 23 | Slovenia (bandiera)     | C     | Valter Birsa                           |
| 29 | Italia (bandiera)       | D     | Fabrizio Cacciatore                    |
| 31 | Italia (bandiera)       | A     | Sergio Pellissier (capitano)           |
| 32 | Italia (bandiera)       | P     | Walter Bressan                         |
| 34 | Italia (bandiera)       | D     | Cristiano Biraghi                      |
| 36 | Italia (bandiera)       | D     | Filippo Costa                          |
| 40 | RD del Congo (bandiera) | C     | Paul-José M'Poku                       |
| 43 | Italia (bandiera)       | A     | Alberto Paloschi                       |
| 45 | Italia (bandiera)       | A     | Roberto Inglese                        |
| 56 | Finlandia (bandiera)    | C     | Përparim Hetemaj                       |
| 69 | Italia (bandiera)       | A     | Riccardo Meggiorini                    |
| 83 | Italia (bandiera)       | A     | Antonio Floro Flores                   |
| 90 | Italia (bandiera)       | P     | Andrea Seculin                         |
| 96 | Italia (bandiera)       | C     | Filippo Damian                         |
| 97 | Italia (bandiera)       | C     | Fabio Depaoli                          |
| 98 | Italia (bandiera)       | D     | Simone Abbruzzetti                     |

## Calciomercato

### Sessione estiva(dal 1/7 al 31/8)
| Acquisti | Acquisti             | Acquisti       | Acquisti                         |
| R.       | Nome                 | da             | Modalità                         |
| -------- | -------------------- | -------------- | -------------------------------- |
| P        | Walter Bressan       | Cesena         | svincolato                       |
| P        | Simone Moschin       | Pisa           | fine prestito                    |
| P        | Ivan Provedel        | Perugia        | fine prestito                    |
| P        | Sergio Viotti        | Pro Vercelli   | fine prestito                    |
| D        | Simone Aldrovandi    | SPAL           | fine prestito                    |
| D        | Alessandro Bassoli   | Cremonese      | fine prestito                    |
| D        | Marco Calderoni      | Bari           | riscatto comproprietà            |
| D        | Fabrizio Cacciatore  | Sampdoria      | prestito con obbligo di riscatto |
| D        | Filippo Costa        | Pisa           | fine prestito                    |
| D        | Massimo Gobbi        | Parma          | svincolato                       |
| D        | Gianni Manfrin       | Modena         | riscatto comproprietà            |
| D        | Raffaele Pucino      | Pescara        | fine prestito                    |
| D        | Matteo Solini        | Real Vicenza   | fine prestito                    |
| D        | Michele Troiani      | Torino         | fine prestito                    |
| C        | Nicola Bellomo       | Bari           | fine prestito                    |
| C        | Simone Bentivoglio   | Brescia        | fine prestito                    |
| C        | Valter Birsa         | Milan          | definitivo                       |
| C        | Lucas Castro         | Catania        | definitivo (3 M)                 |
| C        | Tomasz Kupisz        | Cittadella     | fine prestito                    |
| C        | Dejan Lazarević      | Sassuolo       | fine prestito                    |
| C        | Maodo Malick Mbaye   | Carpi          | fine prestito                    |
| C        | Simone Pepe          | Juventus       | svincolato                       |
| C        | Giampiero Pinzi      | Udinese        | definitivo                       |
| C        | Nicola Rigoni        | Cittadella     | fine prestito                    |
| C        | Alessandro Sbaffo    | Avellino       | fine prestito                    |
| C        | Alessio Sestu        | Brescia        | fine prestito                    |
| C        | Adrian Stoian        | Roma           | riscatto comproprietà            |
| A        | Yves Bertrand Baraye | Torres         | fine prestito                    |
| A        | Victor Da Silva      | Brescia        | fine prestito                    |
| A        | Roberto Inglese      | Carpi          | fine prestito                    |
| A        | Caleb Ansah Ekuban   | Lumezzane      | fine prestito                    |
| A        | Paul-José M'Poku     | Standard Liegi | prestito con diritto di riscatto |
| A        | Ali Sowe             | Latina         | fine prestito                    |

| Cessioni | Cessioni              | Cessioni     | Cessioni                                          |
| R.       | Nome                  | a            | Modalità                                          |
| -------- | --------------------- | ------------ | ------------------------------------------------- |
| P        | Francesco Bardi       | Inter        | fine prestito                                     |
| P        | Simone Moschin        | Renate       | prestito                                          |
| P        | Ivan Provedel         | Modena       | prestito                                          |
| P        | Christian Puggioni    | Sampdoria    | definitivo                                        |
| P        | Sergio Viotti         |              | svincolato                                        |
| D        | Simone Aldrovandi     | Modena       | definitivo                                        |
| D        | Myles Anderson        | Aquila       | definitivo                                        |
| D        | Alessandro Bassoli    | Südtirol     | prestito                                          |
| D        | Amedeo Benedetti      | Cittadella   | prestito                                          |
| D        | Cristiano Biraghi     | Inter        | fine prestito                                     |
| D        | Marco Calderoni       | Latina       | prestito                                          |
| D        | Filippo Costa         | Bournemouth  | prestito                                          |
| D        | Edimar Curitiba Fraga | Rio Ave      | prestito                                          |
| D        | Gianni Manfrin        | Alessandria  | prestito con diritto di riscatto                  |
| D        | Raffaele Pucino       | Lanciano     | prestito con diritto di riscatto                  |
| D        | Matteo Solini         | Renate       | prestito                                          |
| D        | Michele Troiani       | Benevento    | prestito                                          |
| D        | Ervin Zukanović       | Sampdoria    | definitivo (2,9 M)                                |
| C        | Nicola Bellomo        | Ascoli       | prestito                                          |
| C        | Simone Bentivoglio    | Modena       | svincolato                                        |
| C        | Yusupha Bobb          | Cittadella   | prestito                                          |
| C        | Juri Cisotti          | Spezia       | definitivo                                        |
| C        | Isaac Cofie           | Genoa        | fine prestito                                     |
| C        | Giannīs Fetfatzidīs   | Genoa        | fine prestito                                     |
| C        | Tomasz Kupisz         | Brescia      | prestito                                          |
| C        | Lamin Jallow          | Cittadella   | prestito                                          |
| C        | Dejan Lazarević       | Antalyaspor  | prestito                                          |
| C        | Maodo Malick Mbaye    | Latina       | prestito con diritto di riscatto                  |
| C        | Alessandro Sbaffo     | Como         | prestito                                          |
| C        | Ezequiel Schelotto    | Inter        | fine prestito                                     |
| C        | Alessio Sestu         | Entella      | prestito                                          |
| C        | Adrian Stoian         | Crotone      | svincolato                                        |
| A        | Yves Bertrand Baraye  | Parma        | svincolato                                        |
| A        | Rubén Botta           | Inter        | fine prestito                                     |
| A        | Victor Da Silva       | Teramo       | prestito                                          |
| A        | Caleb Ansah Ekuban    | Renate       | prestito                                          |
| A        | Diego Farias          | Cagliari     | definitivo                                        |
| A        | Lorenzo Marchionni    | Modena       | prestito                                          |
| A        | Nicola Pozzi          | L.R. Vicenza | svincolato                                        |
| A        | Ali Sowe              | Modena       | prestito con diritto di riscatto e controriscatto |
| A        | Armando Vajushi       | Livorno      | prestito                                          |
| A        | Arthur Kevin Yamga    | Siena        | prestito                                          |

### Sessione invernale(dal 4/1 al 1/2)
| Acquisti | Acquisti             | Acquisti      | Acquisti                         |
| R.       | Nome                 | da            | Modalità                         |
| -------- | -------------------- | ------------- | -------------------------------- |
| D        | Filippo Costa        | Bournemouth   | fine prestito                    |
| D        | Raffaele Pucino      | Lanciano      | fine prestito                    |
| D        | Nicolás Spolli       | Carpi         | svincolato                       |
| C        | Nikola Ninković      | Partizan      | definitivo                       |
| C        | Alessandro Sbaffo    | Como          | fine prestito                    |
| C        | Nicola Bellomo       | Ascoli        | fine prestito                    |
| A        | Jhon Fredy Miranda   | Ind. Santa Fe | prestito biennale                |
| A        | Victor Da Silva      | Teramo        | fine prestito                    |
| A        | Antonio Floro Flores | Sassuolo      | prestito con obbligo di riscatto |

| Cessioni | Cessioni            | Cessioni     | Cessioni                   |
| R.       | Nome                | a            | Modalità                   |
| -------- | ------------------- | ------------ | -------------------------- |
| D        | Raffaele Pucino     | Avellino     | prestito                   |
| C        | Nicola Bellomo      | L.R. Vicenza | prestito                   |
| C        | Anders Christiansen | Malmö FF     | definitivo                 |
| C        | Matteo Messetti     |              | svincolato                 |
| C        | Alessandro Sbaffo   | Avellino     | definitivo                 |
| C        | Isaac Ntow          | Renate       | prestito                   |
| A        | Victor Da Silva     | Istria 1961  | prestito                   |
| A        | Alberto Paloschi    | Swansea City | definitivo (9.5 milioni €) |

## Risultati

### Serie A

#### Girone di andata
| Arbitro: | Mariani (Aprilia) |

|             |           |                                       |
| Saponara 7’ | Marcatori | 55’ Meggiorini 60’ Birsa 64’ Paloschi |

| Arbitro: | Di Bello (Brindisi) |

|                                            |           |  |
| Meggiorini 12’ Paloschi 30’, 68’ Birsa 45’ | Marcatori |  |

| Arbitro: | Guida (Torre Annunziata) |

|                   |           |            |
| Dybala 83’ (rig.) | Marcatori | 5’ Hetemaj |

| Arbitro: | Tagliavento (Terni) |

|  |           |            |
|  | Marcatori | 42’ Icardi |

| Arbitro: | Celi (Bari) |

|            |           |  |
| Castro 75’ | Marcatori |  |

| Arbitro: | Fabbri (Ravenna) |

|           |           |          |
| Defrel 3’ | Marcatori | 24’ Pepe |

| Arbitro: | Doveri (Roma) |

|            |           |            |
| Castro 83’ | Marcatori | 70’ Pisano |

| Arbitro: | Mazzoleni (Bergamo) |

|                                          |           |                            |
| Pavoletti 13’ Gakpé 17’ Tachtsidīs 90+3’ | Marcatori | 1’ Paloschi 77’ Pellissier |

| Arbitro: | Massa (Imperia) |

|  |           |             |
|  | Marcatori | 59’ Higuaín |

| Arbitro: | Calvarese (Teramo) |

|               |           |  |
| Antonelli 53’ | Marcatori |  |

| Arbitro: | Gavillucci (Latina) |

|             |           |         |
| Inglese 34’ | Marcatori | 8’ Éder |

| Arbitro: | Mariani (Aprilia) |

|               |           |  |
| Gilardino 71’ | Marcatori |  |

| Arbitro: | Maresca (Napoli) |

|                      |           |                           |
| Gamberini 61’ (aut.) | Marcatori | 8’ Inglese 14’ Meggiorini |

| Arbitro: | Gervasoni (Mantova) |

|                          |           |                                  |
| Paloschi 26’ Inglese 72’ | Marcatori | 43’ (aut.) Frey 46’, 81’ Théréau |

| Arbitro: | Rocchi (Firenze) |

|  |           |                                      |
|  | Marcatori | 90’ (rig.) Paloschi 90+3’ Meggiorini |

| Arbitro: | Pasqua (Tivoli) |

|           |           |  |
| Birsa 76’ | Marcatori |  |

| Arbitro: | Tagliavento (Terni) |

|                        |           |  |
| Kalinić 20’ Iličič 32’ | Marcatori |  |

| Arbitro: | Irrati (Pistoia) |

|                                    |           |                                       |
| Paloschi 44’ Dainelli 58’ Pepe 85’ | Marcatori | 7’ Sadiq 37’ Florenzi 71’ Iago Falque |

| Arbitro: | Gavillucci (Latina) |

|  |           |          |
|  | Marcatori | 79’ Pepe |

#### Girone di ritorno
| Arbitro: | Abisso (Palermo) |

|             |           |             |
| Paloschi 7’ | Marcatori | 47’ Tonelli |

| Arbitro: | Calvarese (Teramo) |

|                                                  |           |          |
| Candreva 66’ (rig.), 81’ Cataldi 72’ Keita 90+6’ | Marcatori | 5’ Cesar |

| Arbitro: | Doveri (Roma) |

|  |           |                                          |
|  | Marcatori | 6’, 40’ Morata 61’ Alex Sandro 67’ Pogba |

| Arbitro: | Valeri (Roma) |

|            |           |  |
| Icardi 48’ | Marcatori |  |

| Arbitro: | Rocchi (Firenze) |

|             |           |                                   |
| Benassi 19’ | Marcatori | 34’ (aut.) Peres 72’ (rig.) Birsa |

| Arbitro: | Ghersini (Genova) |

|                  |           |             |
| Birsa 29’ (rig.) | Marcatori | 30’ Sansone |

| Arbitro: | Guida (Torre Annunziata) |

|                                   |           |                       |
| Toni 29’ Pazzini 57’ Ioniță 90+5’ | Marcatori | 71’ (rig.) Pellissier |

| Arbitro: | Fabbri (Ravenna) |

|            |           |  |
| Castro 51’ | Marcatori |  |

| Arbitro: | Di Bello (Brindisi) |

|                                       |           |              |
| Higuaín 6’ Chiricheș 38’ Callejón 70’ | Marcatori | 2’ N. Rigoni |

| Verona 13 marzo 2016, ore 12:30 CET 29ª giornata | Chievo            | 0 – 0 referto | Milan | Stadio Marcantonio Bentegodi (15 000 spett.)\| Arbitro: \| Damato (Barletta) \| |
| Arbitro:                                         | Damato (Barletta) |               |       |                                                                                 |

| Arbitro: | Pairetto (Nichelino) |

|  |           |                |
|  | Marcatori | 24’ Meggiorini |

| Arbitro: | Mariani (Aprilia) |

|                                       |           |               |
| Cacciatore 6’ N. Rigoni 53’ Birsa 74’ | Marcatori | 28’ Gilardino |

| Arbitro: | Fabbri (Ravenna) |

|                |           |  |
| Pellissier 83’ | Marcatori |  |

| Udine 17 aprile 2016, ore 15:00 CEST 33ª giornata | Udinese             | 0 – 0 referto | Chievo | Dacia Arena (15 785 spett.)\| Arbitro: \| Gavillucci (Latina) \| |
| Arbitro:                                          | Gavillucci (Latina) |               |        |                                                                  |

| Arbitro: | Russo (Nola) |

|                                                                     |           |               |
| Floro Flores 36’ Pellissier 47’ (rig.), 80’ N. Rigoni 58’ Sardo 60’ | Marcatori | 5’ D. Ciofani |

| Arbitro: | Cervellera (Taranto) |

|               |           |  |
| Borriello 55’ | Marcatori |  |

| Verona 30 aprile 2016, ore 20:45 CEST 36ª giornata | Chievo                   | 0 – 0 referto | Fiorentina | Stadio Marcantonio Bentegodi (9 000 spett.)\| Arbitro: \| Guida (Torre Annunziata) \| |
| Arbitro:                                           | Guida (Torre Annunziata) |               |            |                                                                                       |

| Arbitro: | Celi (Bari) |

|                                       |           |  |
| Nainggolan 18’ Rüdiger 39’ Pjanić 85’ | Marcatori |  |

| Verona 15 maggio 2016, ore 18:00 CEST 38ª giornata | Chievo          | 0 – 0 referto | Bologna | Stadio Marcantonio Bentegodi (8 000 spett.)\| Arbitro: \| Ros (Pordenone) \| |
| Arbitro:                                           | Ros (Pordenone) |               |         |                                                                              |

### Coppa Italia

#### Turni eliminatori
| Arbitro: | Giacomelli (Trieste) |

|  |           |           |
|  | Marcatori | 120’ Bovo |

## Statistiche

### Statistiche di squadra
| Competizione | Punti | In casa | In casa | In casa | In casa | In casa | In casa | In trasferta | In trasferta | In trasferta | In trasferta | In trasferta | In trasferta | Totale | Totale | Totale | Totale | Totale | Totale | D.R. |
| Competizione | Punti | G       | V       | N       | P       | Gf      | Gs      | G            | V            | N            | P            | Gf           | Gs           | G      | V      | N      | P      | Gf     | Gs     | D.R. |
| ------------ | ----- | ------- | ------- | ------- | ------- | ------- | ------- | ------------ | ------------ | ------------ | ------------ | ------------ | ------------ | ------ | ------ | ------ | ------ | ------ | ------ | ---- |
| Serie A      | 50    | 19      | 7       | 8       | 4       | 25      | 18      | 19           | 6            | 3            | 10           | 18           | 27           | 38     | 13     | 11     | 14     | 43     | 45     | -2   |
| Coppa Italia | -     | 1       | 0       | 0       | 1       | 0       | 1       | 0            | 0            | 0            | 0            | 0            | 0            | 1      | 0      | 0      | 1      | 0      | 1      | -1   |
| Totale       | 50    | 20      | 7       | 8       | 5       | 25      | 19      | 19           | 6            | 3            | 10           | 18           | 27           | 39     | 13     | 11     | 15     | 43     | 46     | -3   |

### Andamento in campionato
| Giornata  | 1 | 2 | 3 | 4 | 5 | 6 | 7 | 8 | 9  | 10 | 11 | 12 | 13 | 14 | 15 | 16 | 17 | 18 | 19 | 20 | 21 | 22 | 23 | 24 | 25 | 26 | 27 | 28 | 29 | 30 | 31 | 32 | 33 | 34 | 35 | 36 | 37 | 38 |
| --------- | - | - | - | - | - | - | - | - | -- | -- | -- | -- | -- | -- | -- | -- | -- | -- | -- | -- | -- | -- | -- | -- | -- | -- | -- | -- | -- | -- | -- | -- | -- | -- | -- | -- | -- | -- |
| Luogo     | T | C | T | C | C | T | C | T | C  | T  | C  | T  | T  | C  | T  | C  | T  | C  | T  | C  | T  | C  | T  | T  | C  | T  | C  | T  | C  | T  | C  | C  | T  | C  | T  | C  | T  | C  |
| Risultato | V | V | N | P | V | N | N | P | P  | P  | N  | P  | V  | P  | V  | V  | P  | N  | V  | N  | P  | P  | P  | V  | N  | P  | V  | P  | N  | V  | V  | V  | N  | V  | P  | N  | P  | N  |
| Posizione | 2 | 1 | 2 | 6 | 4 | 7 | 7 | 9 | 11 | 11 | 13 | 14 | 11 | 13 | 11 | 10 | 11 | 12 | 10 | 10 | 10 | 12 | 14 | 10 | 10 | 12 | 10 | 10 | 10 | 9  | 9  | 9  | 9  | 8  | 8  | 9  | 9  | 9  |

Fonte:  Serie A – Classifiche, su sport.sky.it, Sky Sport. URL consultato il 28 luglio 2015 (archiviato dall'url originale l'11 settembre 2014).
Legenda:

Luogo: C = Casa; T = Trasferta. Risultato: V = Vittoria; N = Pareggio; P = Sconfitta.

### Statistiche dei giocatori
Sono in corsivo i calciatori che hanno lasciato la società a stagione in corso.
| Giocatore       | Serie A  | Serie A | Serie A     | Serie A    | Coppa Italia | Coppa Italia | Coppa Italia | Coppa Italia | Totale   | Totale | Totale      | Totale     |
| Giocatore       | Presenze | Reti    | Ammonizioni | Espulsioni | Presenze     | Reti         | Ammonizioni  | Espulsioni   | Presenze | Reti   | Ammonizioni | Espulsioni |
| --------------- | -------- | ------- | ----------- | ---------- | ------------ | ------------ | ------------ | ------------ | -------- | ------ | ----------- | ---------- |
| C. Biraghi      | 0        | 0       | 0           | 0          | -            | -            | -            | -            | 0        | 0      | 0           | 0          |
| V. Birsa        | 35       | 6       | 4           | 0          | 1            | 0            | 0            | 0            | 36       | 6      | 4           | 0          |
| A. Bizzarri     | 35       | -43     | 2           | 0          | 1            | -1           | 0            | 0            | 36       | -44    | 2           | 0          |
| W. Bressan      | 0        | 0       | 0           | 0          | 0            | 0            | 0            | 0            | 0        | 0      | 0           | 0          |
| F. Cacciatore   | 29       | 1       | 6           | 0          | 0            | 0            | 0            | 0            | 29       | 1      | 6           | 0          |
| L. Castro       | 34       | 3       | 9           | 0          | 1            | 0            | 0            | 0            | 35       | 3      | 9           | 0          |
| B. Cesar        | 31       | 1       | 11          | 1          | 1            | 0            | 1            | 0            | 32       | 1      | 12          | 1          |
| A. Christiansen | 0        | 0       | 0           | 0          | 1            | 0            | 0            | 0            | 1        | 0      | 0           | 0          |
| A. Confente     | 0        | 0       | 0           | 0          | -            | -            | -            | -            | 0        | 0      | 0           | 0          |
| F. Costa        | 6        | 0       | 0           | 0          | -            | -            | -            | -            | 6        | 0      | 0           | 0          |
| D. Dainelli     | 18       | 1       | 5           | 0          | 1            | 0            | 0            | 0            | 19       | 1      | 5           | 0          |
| F. Damian       | 0        | 0       | 0           | 0          | -            | -            | -            | -            | 0        | 0      | 0           | 0          |
| F. Depaoli      | 0        | 0       | 0           | 0          | -            | -            | -            | -            | 0        | 0      | 0           | 0          |
| A. Floro Flores | 14       | 1       | 2           | 0          | -            | -            | -            | -            | 14       | 1      | 2           | 0          |
| N. Frey         | 19       | 0       | 3           | 0          | 1            | 0            | 0            | 0            | 20       | 0      | 3           | 0          |
| A. Gamberini    | 22       | 0       | 1           | 0          | 1            | 0            | 0            | 0            | 23       | 0      | 1           | 0          |
| M. Gobbi        | 34       | 0       | 7           | 0          | 1            | 0            | 0            | 0            | 35       | 0      | 7           | 0          |
| P. Hetemaj      | 28       | 1       | 7           | 0          | 1            | 0            | 1            | 0            | 29       | 1      | 8           | 0          |
| R. Inglese      | 26       | 3       | 3           | 0          | 0            | 0            | 0            | 0            | 26       | 3      | 3           | 0          |
| M. Izco         | 0        | 0       | 0           | 0          | -            | -            | -            | -            | 0        | 0      | 0           | 0          |
| P. M'Poku       | 20       | 0       | 3           | 0          | -            | -            | -            | -            | 20       | 0      | 3           | 0          |
| F. Mattiello    | 1        | 0       | 0           | 0          | 0            | 0            | 0            | 0            | 1        | 0      | 0           | 0          |
| R. Meggiorini   | 26       | 5       | 8           | 1          | -            | -            | -            | -            | 26       | 5      | 8           | 1          |
| J. Miranda      | -        | -       | -           | -          | -            | -            | -            | -            | -        | -      | -           | -          |
| N. Ninković     | 1        | 0       | 0           | 0          | -            | -            | -            | -            | 1        | 0      | 0           | 0          |
| A. Paloschi     | 21       | 8       | 1           | 0          | 1            | 0            | 0            | 0            | 22       | 8      | 1           | 0          |
| S. Pellissier   | 19       | 5       | 2           | 0          | 1            | 0            | 0            | 0            | 20       | 5      | 2           | 0          |
| S. Pepe         | 22       | 3       | 4           | 1          | 1            | 0            | 0            | 0            | 23       | 3      | 4           | 1          |
| G. Pinzi        | 18       | 0       | 7           | 0          | -            | -            | -            | -            | 18       | 0      | 7           | 0          |
| I. Radovanović  | 26       | 0       | 9           | 0          | 1            | 0            | 0            | 0            | 27       | 0      | 9           | 0          |
| N. Rigoni       | 28       | 3       | 7           | 0          | 0            | 0            | 0            | 0            | 28       | 3      | 7           | 0          |
| G. Sardo        | 6        | 1       | 3           | 0          | 0            | 0            | 0            | 0            | 6        | 1      | 3           | 0          |
| A. Seculin      | 3        | -2      | 0           | 0          | 0            | 0            | 0            | 0            | 3        | -2     | 0           | 0          |
| N. Spolli       | 10       | 0       | 5           | 1          | -            | -            | -            | -            | 10       | 0      | 5           | 1          |
| A. Vajushi      | -        | -       | -           | -          | 0            | 0            | 0            | 0            | 0        | 0      | 0           | 0          |